# Wevelgem
Wevelgem ist eine Stadt in der belgischen Provinz Westflandern. Die Stadt zählt 31.884 Einwohner (Stand 1. Januar 2024). Zur Gemeinde Wevelgem gehören die Ortsteile Wevelgem, Moorsele und Gullegem.
In Wevelgem findet man den Deutschen Soldatenfriedhof Menen des Ersten Weltkrieges. Er befindet sich am Ende der Kruisstraat an der Grenze zu Menen. 47.864 Soldaten wurden dort begraben.
Wevelgem ist regelmäßig Zielort des Radsport-Klassikers Gent–Wevelgem, im Ortsteil Gullegem findet seit 2018 der internationale Cyclocross Gullegem statt.

## Politik

### Stadtrat
- Vooruit: 2
- Groen: 2
- VLD: 0
- CD&V: 18
- N-VA: 6
- VB: 3

Nach der Wahl hatte die CD&V eine absolute Mehrheit.
- Vooruit: 15
- Groen: 11
- VLD: 1
- VLD – NVA: 6
- CD&V: 91
- N-VA: 19
- VB: 12

- CD&V: 91
- N-VA: 19
- Vooruit: 15
- VB: 12
- Groen: 11
- VLD – NVA: 6
- VLD: 1

## Persönlichkeiten
- Gaston Rebry junior (1933–2007), kanadischer Maler
- Serge Dorny (* 1962), belgischer Opernintendant